# 小川糸
小川 糸（おがわ いと、1973年〈昭和48年〉 - ）は、日本の小説家、作詞家、翻訳家。音楽制作ユニットFairlifeのメンバー。作詞家としてのペンネームは、春嵐（しゅんらん）。
山形県山形市出身。2008年から2012年までアミューズ所属。夫はFairlifeメンバーとしても共に活動する編曲家の水谷公生。

## 経歴
山形県山形市に生まれ育ち、1992年に進学校の山形県立山形東高等学校を卒業の後、清泉女子大学への進学を機に上京。国文学科で古代文学を専攻し『古事記』を研究、またサークル万葉集研究会で活動する。大学在学中、後に夫となる音楽プロデューサー・水谷公生と出会う。
大学卒業後はマーケティング会社に就職し商品開発に携わるが、本の世界にいたいと数ヶ月で退職。編集プロダクションに転職し情報誌のライターとして仕事を始めるものの、1号を発行して休刊伴いリストラとなる。住むところを失ったことで、水谷公生のもとで同居を開始。会社勤めに嫌気が差し就職せずにアルバイトをするかたわらで、「物語を書く人になりたい」という気持ちが強まって創作活動を開始する。小説誌に応募して受賞したのを機に短編3編を執筆、その後も文学賞への応募や出版社へ持ち込むなど執筆を続ける。
2000年には水谷公生と結婚。2004年に浜田省吾、水谷公生とともに音楽制作ユニット「Fairlife」を結成して「春嵐」（しゅんらん）のペンネームで作詞を担当し、作詞家として活動を開始。同年に1stアルバム『Have a nice life』、2007年に2ndアルバム『パンと羊とラブレター』をリリースする。CDジャケットのイラストを依頼した縁で、2007年にはイラストレーターのコイヌマユキとともに絵本『ちょうちょ』を発表する。家事やレコーディングのため家を訪れるスタッフのための食事作りをしながら雑誌への応募など小説を書き続けるものの芽が出ることはなく、創作活動開始から10年以上デビューのきっかけを見出すことができずにいた。
「もうこれでだめだったらあきらめよう」と好きな料理を題材として執筆した小説『食堂かたつむり』が、2006年の第1回ポプラ社小説大賞にて入選こそ逃したものの編集者の目に留まり、編集者と二人三脚で作品を完成させて2008年1月に出版、念願の小説家デビューを果たす。同作はTBSテレビ『王様のブランチ』のBOOKコーナーにて絶賛を受け「第7回輝く!ブランチBOOK大賞・新人賞」を受賞、おもに20代から30代の女性読者からの支持を受けて売上部数82万部を超えるベストセラーとなり、2010年に富永まい監督、柴咲コウ主演により映画化される。また、2011年7月にはイタリアの文学賞であるバンカレッラ賞（Premio Bancarella）料理部門賞を、2013年にはフランスのウジェニー・ブラジエ小説賞を受賞している。
2010年12月に発表された小説『つるかめ助産院』はNHKでドラマ化され、仲里依紗主演で2012年8月から10月まで放送された。
2016年に故郷・山形県に開校した山形県立東桜学館中学校・高等学校の校歌を作詞した。
2017年には『ツバキ文具店』が2017年本屋大賞にて第4位となり、NHKにて多部未華子主演でテレビドラマ化された。ツバキ文具店の続編に当たる『キラキラ共和国』が2018年本屋大賞にて第10位。『ライオンのおやつ』が2020年本屋大賞で2位となり、2021年にNHKBSにてドラマ化された。
長年好きだったドイツ・ベルリンにて2017年春より生活を開始。東京との二拠点生活を送りながらを執筆活動を行っていたが2020年3月末に帰国。
2021年、『とわの庭』で第34回山本周五郎賞候補。

## 作品リスト

### 小説
- 『食堂かたつむり』（2008年1月 ポプラ社 ISBN 978-4-591-10063-9 / 2010年1月 ポプラ文庫 ISBN 978-4-591-11501-5）
- 『喋々喃々』（2009年2月 ポプラ社 ISBN 978-4-591-10840-6 / 2011年4月 ポプラ文庫 ISBN 978-4-591-12419-2）
- 『ファミリーツリー』（2009年11月 ポプラ社 ISBN 978-4-591-11249-6 / 2012年4月 ポプラ文庫 ISBN 978-4-591-12913-5）
- 『つるかめ助産院』（2010年12月 集英社 ISBN 978-4-08-771379-4 / 2012年6月 集英社文庫 ISBN 978-4-08-746846-5）
- 『あつあつを召し上がれ』（2011年10月 新潮社 ISBN 9784-10-331191-1 / 2014年5月 新潮文庫 ISBN 978-4-10-138341-5）
- 『さようなら、私』（2013年2月 幻冬舎文庫 ISBN 978-4-34-441973-5）
- 『つばさのおくりもの』（2013年4月 ポプラ社 ISBN 978-4-591-13429-0）《絵：GURIPOPO》
  - 毎日新聞　関西版の連載「やさしいつばさ」の改題
- 『リボン』（2013年4月 ポプラ社 ISBN 978-4-591-13424-5 / 2015年4月 ポプラ文庫 ISBN 978-4-591-14487-9）
- 『にじいろガーデン』（2014年10月 集英社 ISBN 978-4-08-771578-1 / 2017年5月 集英社文庫 ISBN 978-4-08-745582-3）
- 『サーカスの夜に』（2015年1月 新潮社 ISBN 978-4-10-331192-8 / 2017年8月 新潮文庫 ISBN 978-4-10-138342-2）
- 『ツバキ文具店』（2016年4月 幻冬舎 ISBN 978-4-344-02927-9 / 2018年8月 幻冬舎文庫）
- 『キラキラ共和国』（2017年10月 幻冬舎 ISBN 978-4-344-03193-72019年8月 幻冬舎文庫）
- 『ミ・ト・ン』（2017年11月 白泉社 ISBN 978-4-592-73295-2 / 2019年12月 幻冬舎文庫）
- 『ライオンのおやつ』（2019年1月 ポプラ社）
- 『とわの庭』（2020年10月 新潮社）

### エッセイ等
- 『食堂かたつむりの料理』（2010年1月 ポプラ社 ISBN 978-4-591-11503-9）
  - 『食堂かたつむり』内のメニューのレシピ集
- 『りんごさんとるりこさん』（2010年2月 ポプラ社 ISBN 978-4-591-11537-4）《文・絵 冨永まい》
  - 大人向けの絵本
- 『ようこそ、地球食堂へ』（2010年11月 幻冬舎 ISBN 978-4-34-401909-6）
  - 『海へ、山へ、森へ、町へ』（2013年8月 幻冬舎文庫 ISBN 978-4-344-42058-8）《改題、増補して文庫化》
- 『これだけで、幸せ-小川糸の少なく暮らす29カ条』（2015年11月 講談社 ISBN 978-4-06-219677-2）
- 『針と糸』（2018年 毎日新聞出版）
- 『洋食小川』（2019年 幻冬舎文庫）
- 『育てて、紡ぐ。暮らしの根っこ 日々の習慣と愛用品』（2019年 扶桑社）
- 『ぷかぷか天国』（2020年 幻冬舎文庫）
- 『旅ごはん』 （MOE BOOKS）（2020年3月 白泉社）
- 『グリーンピースの秘密』（2020年2月 幻冬舎文庫）

#### 日記エッセイシリーズ
- 『ペンギンと暮らす』（2010年4月 幻冬舎文庫 ISBN 978-4-344-41452-5）
- 『ペンギンの台所』（2010年6月 幻冬舎文庫 ISBN 978-4-344-41480-8）
- 『ペンギンと青空スキップ』（2010年8月 幻冬舎文庫 ISBN 978-4-344-41515-7）
- 『私の夢は』（2012年4月 幻冬舎文庫 ISBN 978-4-344-41838-7）
- 『こんな夜は』（2014年2月 幻冬舎文庫 ISBN 978-4-344-42151-6）
- 『たそがれビール』（2015年2月 幻冬舎文庫 ISBN 978-4-344-42303-9）
- 『今日の空の色』（2015年8月 幻冬舎文庫 ISBN 978-4-344-42370-1）
- 『犬とペンギンと私』（2017年2月 幻冬舎文庫 ISBN 978-4-344-42571-2）
- 『卵を買いに』（2018年2月 幻冬舎文庫 ISBN 978-4-344-42696-2）

### 絵本・児童書
- 『ちょうちょ』（2007年11月 講談社 ISBN 978-4-06-214405-6）《絵：コイヌマユキ》
- 『まどれーぬちゃんとまほうのおかし』（2010年10月 小学館 ISBN 978-4-09-289728-1）《絵：荒井良二》

### 翻訳
- ふたりの箱（2010年9月 ポプラ社 ISBN 978-4-591-12039-2）《作・絵 クロード・K・デュボア》
- わたし、ぜんぜんかわいくない（2011年2月 ポプラ社 ISBN 978-4-591-12252-5）《作・絵 クロード・K・デュボア》
- さようなら、わたしの恋（2011年6月 ポプラ社 ISBN 978-4-591-12463-5）《作・絵 クロード・K・デュボア》
- ともだちはどこ?（2012年3月 文溪堂 ISBN 978-4-89423-779-7）《作・絵 Ｊ・Ｗ・アングランド》
- はるになると（2012年3月 文溪堂 ISBN 978-4-89423-780-3）《作・絵 Ｊ・Ｗ・アングランド》
- クリスマスがやってくる（2012年11月 文溪堂 ISBN 978-4-7999-0000-0）《作・絵 Ｊ・Ｗ・アングランド》
- かようびのドレス（2015年11月 ほるぷ出版 ISBN 978-4-593-50580-7）《文・ボニ・アッシュバーン 絵 ジュリア・デーノス》

### アンソロジー
「」内が小川糸の作品
- スタートライン 始まりをめぐる19の物語（2010年4月 幻冬舎文庫 ISBN 978-4-344-41453-2）「パパミルク」
- 君と過ごす季節 秋から冬へ、12の暦物語（2012年2月 ポプラ文庫 ISBN 978-4-591-13184-8）「霜降」
- いつか、君へBoys（2012年6月 集英社文庫 ISBN 978-4-08-746843-4）「僕の太陽」
  - 短編少年（2017年5月 集英社文庫 ISBN 978-4-08-745589-2）「僕の太陽」（『あの日、君とGirls』『あの日、君とBoys』『いつか、君へBoys』（共に2012年刊）を再編集）
- てのひらの恋 けれど、いちばん大切なあの人との記憶。（2014年1月 角川文庫 ISBN 978-4-04-101174-4）「ひとなつの花」
- 迷い家 ふしぎな話（2017年3月 偕成社 ISBN 978-4-03-539650-5）「三びきの熊」《児童書》
- 向田邦子を読む 文春MOOK（2018年1月 文藝春秋 ISBN 978-4-16-008666-1）「私が愛する向田邦子」

### 雑誌
- 青春と読書 （集英社）
  - 2012年10月号（2012年9月） 巻頭インタビュー 生まれてきてよかった、そう思える作品を書きたい
  - 2014年10月号（2014年9月） 特集インタビュー 『にじいろガーデン』 手間をかけて、愛情をかけて、作り上げていくのが家族
- AEAJ Vol,74（2014年12月 日本アロマ環境協会） "香り"のスペシャルインタビュー 小川糸さん
- 文蔵 2014年12月号（2014年11月 PHP研究所） インタビュー あるがままの家族に、ゲストを招き入れるような場所を舞台に
- 波 2015年2月号（2015年1月 新潮社） 『サーカスの夜に』刊行記念インタビュー サーカスに魅せられて
- 週刊朝日 2016年1月29日号（2016年1月 朝日新聞出版） 平成夫婦善哉 ［水谷公生・小川糸］夫妻《対談》
- 小説幻冬 2016年11月号（2016年10月 幻冬舎） 幻冬舎のとっておき『ツバキ文具店』
  - 書店員による書評、小川糸×萱谷恵子×しゅんしゅん 三氏による鼎談、等

### その他
- 春情蛸の足 / 田辺聖子（2009年6月 講談社文庫 ISBN 978-4-06-276395-0）《解説を寄稿》
- 遠い野ばらの村 / 作：安房直子 絵：味戸ケイコ（2011年4月 偕成社文庫 ISBN 978-4-03-652710-6）《解説を寄稿》
- やまがた中学生の読書3 （2014年3月 山形中学校教育研究会「食堂かたつむり」を掲載）
- やまがた中学生の読書3 （2016年4月 山形中学校教育研究会「食堂かたつむり」を掲載）

## メディア・ミックス

### 映画
- 食堂かたつむり（2010年2月6日公開、配給：東宝、監督：富永まい、主演：柴咲コウ）

### テレビドラマ
NHK
- つるかめ助産院～南の島から～（2012年8月28日 - 10月16日、主演：仲里依紗）
- ツバキ文具店〜鎌倉代書屋物語〜（2017年4月14日 - 6月2日、主演：多部未華子）
- ライオンのおやつ（2021年6月27日 - 8月15日、主演：土村芳）

### ラジオドラマ
- ツバキ文具店（2017年4月2日 - 5月7日、NHKラジオ第1「新日曜名作座」）